# Nahandar
Nahandar (persiska: نَهَندَر, نِهِندَر, نُهِندَر, نهندر) är en ort i Iran.   Den ligger i provinsen Hamadan, i den nordvästra delen av landet, 280 km sydväst om huvudstaden Teheran. Nahandar ligger 1 895 meter över havet och antalet invånare är 108.
Terrängen runt Nahandar är huvudsakligen kuperad. Nahandar ligger nere i en dal.Runt Nahandar är det ganska tätbefolkat, med 54 invånare per kvadratkilometer. Närmaste större samhälle är Kasāvand, 0,34 km norr om Nahandar. Trakten runt Nahandar består i huvudsak av gräsmarker.